# یواس‌اس آیوجیما (سی‌وی-۴۶)
یواس‌اس آیوجیما (سی‌وی-۴۶) (به انگلیسی: USS Iwo Jima (CV-46)) یک کشتی بود که طول آن As built:
۸۲۰ فوت (۲۵۰ متر) waterline
۸۷۲ فوت (۲۶۶ متر) overall بود. این کشتی  در سال ۱۹۴۵ ساخته شد.